# Fixedsys

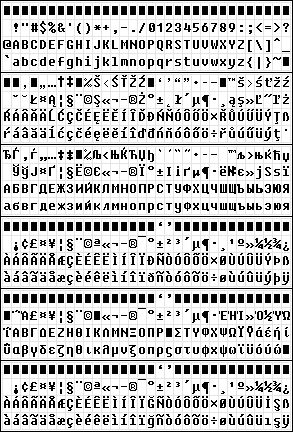
Fixedsys nelle codifiche centro europea, cirillica, occidentale, greca e turca

Fixedsys è un font monospazio di Windows (si tratta di una serie di file .fon, uno per ogni code page). Il nome è una contrazione di fixed system o anche di "fixed size", in quanto i glifi sono monospazio o a larghezza fissa (in inglese fixed-width).

## Descrizione
Si tratta del più vecchio font di Windows, infatti è stato il carattere di sistema (in inglese system font) di Windows 1.0 e del 2.0. In Windows 3.x è però stato rimpiazzato dal font sans-serif System. Comunque molte applicazioni usano MS Sans Serif come carattere di default.
Fixedsys cerca di emulare il font ASCII di sistema presente durante il processo di avvio della macchina in molti PC moderni e in tutti i modelli più vecchi.
In Windows 95, 98 e Windows Me, Fixedsys è usato come font di default nel Blocco note. È stato successivamente sostituito come font di tale applicazione dal Lucida Console. Windows 95 non permette di cambiare il font di default.
Questo font utilizza un metodo originale per distinguere tra lo zero e la lettera maiuscola "O". Invece di far vedere la differenza tra i due caratteri mettendo una linea trasversale (come ad esempio il Monaco) oppure inserendo un punto al centro dello zero (come ad esempio l'Andale Mono) ci sono due "tratti" nella parte vuota che puntano uno verso l'altro. Questo permette anche di evitare confusioni con il numero "8".
Grazie allo stile pulito e alla facile leggibilità ha raggiunto una buona popolarità nella comunità dei programmatori, il che ha permesso anche la nascita di un font che lo imita, il Fixedsys Excelsior, che, basato sul carattere Fixedsys originale, include un gran numero di "alfabeti" unicode.

## Esempio
Il paragrafo che segue permette di visualizzare un esempio di Fixedsys:
Qui sotto il set completo di caratteri:
abcdefghijklmnopqrstuvwxyz
ABCDEFGHIJKLMNOPQRSTUVWXYZ
`1234567890-=
~!@#$%^&*()_+
[]\ ;' ,./
{}| :" <>?